# Vlasta Hrůzová (politička SPR-RSČ)
Vlasta Hrůzová (* 6. března 1944) je bývalá česká politička, v 90. letech 20. století poslankyně Poslanecké sněmovny za formaci Sdružení pro republiku - Republikánská strana Československa.

## Biografie
V roce 1995 se uvádí jako předsedkyně děčínské organizace SPR-RSČ. Ve volbách v roce 1996 byla zvolena do poslanecké sněmovny za SPR-RSČ (volební obvod Severočeský kraj). Zasedala ve výboru pro veřejnou správu, regionální rozvoj a životní prostředí. V parlamentu setrvala do voleb v roce 1998. Její poslaneckou asistentkou byla Andrea Cerqueirová. Ta v roce 1998 přišla s informací, podle které SPR-RSČ masivně manipulovala s penězi, které jako dobrovolné dary vynucovala od svých poslanců. Hrůzová ale zůstala vůči vedení strany loajální a po propadu ve volbách obhajovala na schůzi v srpnu 1998 Miroslava Sládka.
V komunálních volbách roku 1994 neúspěšně kandidovala do zastupitelstva města Děčín za SPR-RSČ. V komunálních volbách roku 1998 pak kandidovala neúspěšně do zastupitelstva obce Těchlovice, opět za SPR-RSČ. Profesně se uvádí jako důchodkyně.